# Żelazny Most
Pour l’article homonyme, voir Żelazny Most (Basse-Silésie).
Pour plus de détails, voir Fiche technique et Distribution.
Żelazny Most est un film polonais réalisé par Monika Jordan-Młodzianowska et sorti en 2019.

## Fiche technique
Sauf indication contraire, les informations mentionnées dans cette section peuvent être confirmées par la base de données cinématographiques IMDb,  présente dans la section « Liens externes ».
- Titre original : Żelazny Most
- Titre anglais : The Iron Bridge (Le Pont de fer)
- Scénario : Monika Jordan-Młodzianowska
- Genre : Drame
- Direction artistique : Michał Hrisulidis (pl)
- Costumes : Małgorzata Karpiuk
- Photographie : Piotr Kukla
- Montage : Bartosz Pietras
- Musique : Andrey Dergachev
- Dates de sortie :
  -  Pologne : 11 septembre 2019[1]

## Distribution
- Julia Kijowska : Magda
- Bartłomiej Topa : Kacper
- Łukasz Simlat : Oskar
- Andrzej Konopka : Mikolaj
- Cezary Łukaszewicz (pl) : Sikora
- Przemysław Redkowski (pl) : Maniek
- Maciej Bochniak : Rudy
- Krystian Mularczyk
- Gabriel Piela
- Piotr Buffi

## Distinctions

### Sélections
- Festival du film polonais de Gdynia 2019 : sélection
- Arras Film Festival 2019 : sélection en compétition européenne